# Љубавници (филм из 1999.)
Љубавници ( енгл. Lovers) је француска драма из 1999. године коју је режирао Жан-Марк Бар. Био је то пети филм и први филм који није дански, а снимљен је по самонаметнутим правилима манифеста Догма 95. 

## Радња
Жана и Драган се упознају у париској књижари, где она ради. Он тражи књигу о енглеском сликару Дантеу Габријелу Росетију. Њих двоје започињу страствену аферу, али Драган јој не говори да је илегално у земљи. 

## Улоге
- Елоди Бушез као Жана
- Сергеј Трифуновић као Драган
- Драган Николић као Златан
- Женевјев Пејџ као Алис
- Тибо де Монталамбер као Жан-Мишел
- Филип Дукејн као клијент

## Спољни линкови
- Љубавници на веб-сајту  (језик: енглески)